# 里奇·摩尔
里奇·摩尔（Rich Moore，1963年5月10日—），是一名美国动画导演，也是动画公司Rough Draft Studios的商业合伙人，该公司最知名的作品是《辛普森一家》。

## 生平
他毕业于加州藝術學院动画专业。
他导演的首部动画电影《无敌破坏王》于2012年11月2日美国上映，收获极高评价，并获得第40届安妮奖最佳动画电影、最佳导演、最佳编剧、最佳配音和最佳配乐五个大奖，以及奥斯卡最佳动画电影提名。

## 奖项
艾美奖
- 1991-Outstanding Animated Program (Programming Less Than One Hour) for "Homer vs. Lisa and the 8th Commandment"
- 2002–Outstanding Animated Program (Programming Less Than One Hour) for "Roswell That Ends Well"[1]

安妮奖
- 2002–Directing in an Animated Television Production for "Roswell That Ends Well"[2]